# Monagas
Monagas é um dos estados da Venezuela.

## Municípios
1. Acosta (San Antonio de Capayacuar)
2. Aguasay (Aguasay)
3. Bolívar (Caripito)
4. Caripe (Caripe)
5. Cedeño (Caicara)
6. Ezequiel Zamora (Punta de Mata)
7. Libertador (Temblador)
8. Maturín (Maturín)
9. Piar (Aragua)
10. Punceres (Quiriquire)
11. Santa Bárbara (Santa Bárbara)
12. Sotillo (Barrancas del Orinoco)
13. Uracoa (Uracoa)

## Economia

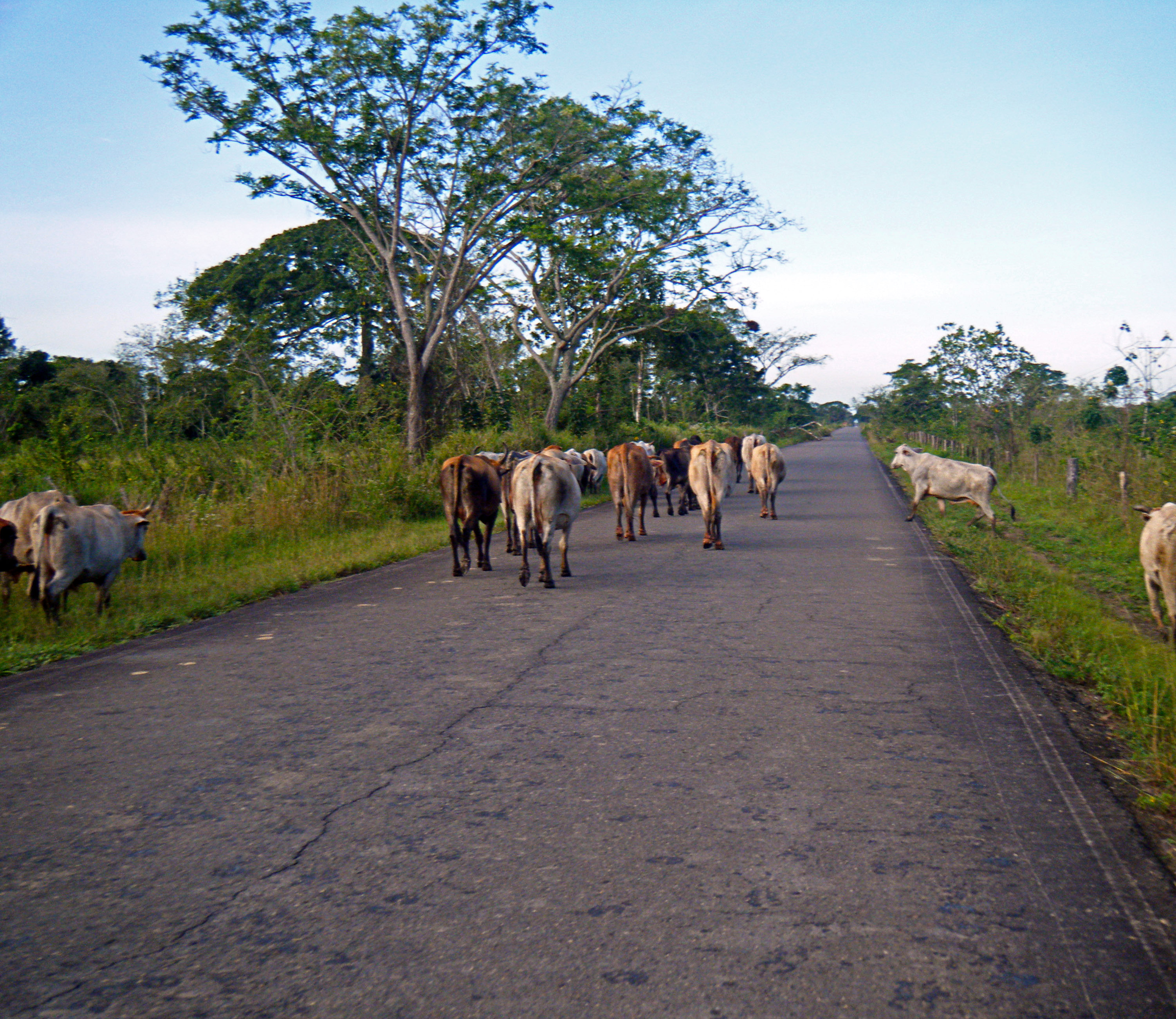
Pecuária no Estado de Monagas.

A economia de Monagas é baseada em agricultura e pecuária.

## Cultura

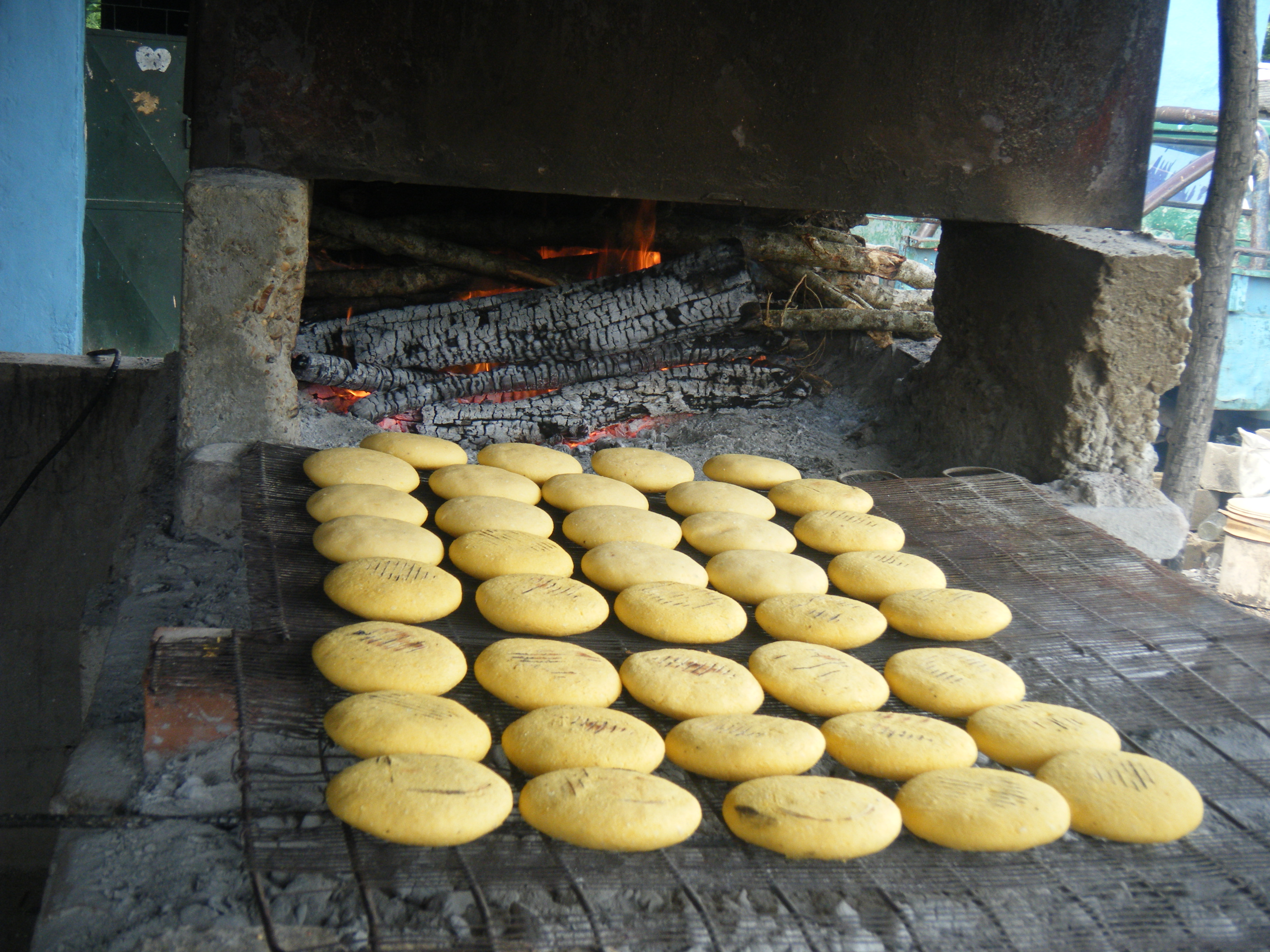
Arepas em Monagas.

### Cozinha
Os pratos típicos do estado de Monagas são arepa (uma espécie de pão feito de milho), cachapa (uma omelete feita de milho), casabe, empanada, mondongo (uma espécie de sopa), queso de mano, um jalea de Guayaba (geléia guayaba), carne en vara (carne grelhada em uma vara).